# 屋久町
屋久町（やくちょう）は、かつて鹿児島県の屋久島に位置した町の1つで、熊毛郡に属していた。
2007年10月1日、上屋久町と合併して屋久島町となった。

## 地理
屋久島の南半分を占める。
- 川：安房川・小楊子川・鯛ノ川
- 山：宮之浦岳・永田岳・割石岳・七五岳・モッチョム岳
- ダム：尾立ダム（別名・荒川ダム）

### 隣接している市町村
- 熊毛郡上屋久町

## 歴史
- 1889年（明治22年）4月1日 - 町村制施行に伴い馭謨郡下屋久村が成立。
- 1897年（明治30年）4月1日 - 郡の統合により熊毛郡に所属[2]。
- 1959年（昭和34年）4月1日 - 下屋久村が屋久村に改称し[3]、屋久村が町制施行し屋久町が発足[4]。
- 1976年（昭和51年）9月12日 - 台風17号による暴風雨のため粟生地区で民家4戸が全壊。他のほとんどの住宅で瓦を飛ばされる、窓ガラスが割れるなどの被害[5]。
- 2000年（平成12年）12月26日 - 医療用放射性物質の例外を除く放射性物質持ち込み自体を拒否する核物質拒否条例を制定。
- 2007年（平成19年）10月1日 - 上屋久町と合併して屋久島町となる[1]。

## 行政
- 町長 - 日高十七郎

## 地域

### 教育

#### 高等学校
私立
- 屋久島おおぞら高等学校（通信制）

#### 中学校
- 岳南中学校
- 安房中学校

#### 小学校
- 栗生小学校
- 八幡小学校
- 神山小学校
- 安房小学校

## 交通
- 最寄り空港は屋久島空港。

### バス
- いわさきグループ（鹿児島交通系列）種子島・屋久島交通

### 航路
- 鹿児島商船
  - トッピー（ジェットフォイル）
    - 鹿児島市 - 屋久町

### 道路

#### 主要県道
- 鹿児島県道77号上屋久屋久線
- 鹿児島県道78号上屋久永田屋久線

## 名所・旧跡・観光スポット・祭事・催事

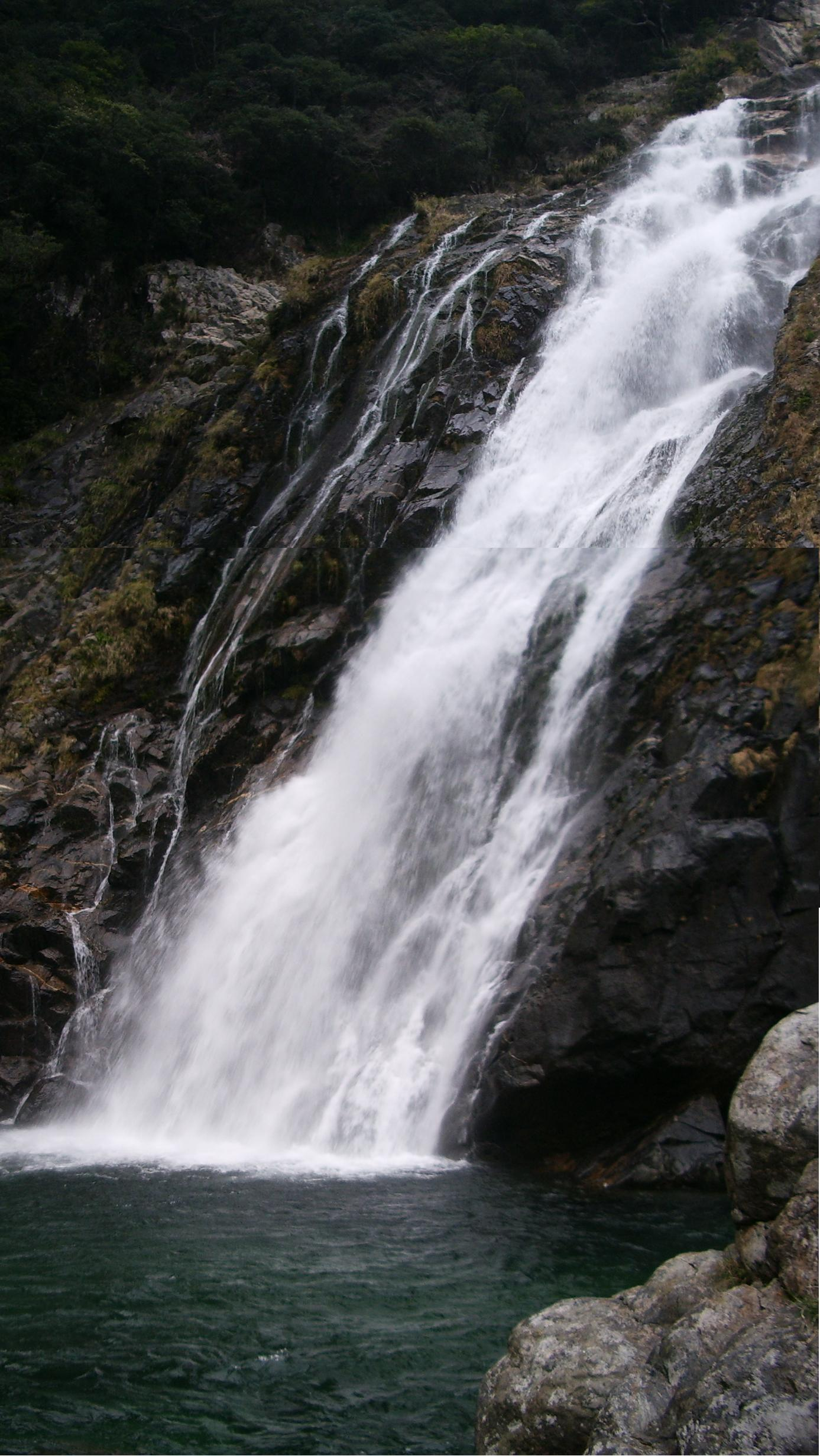
大川の滝

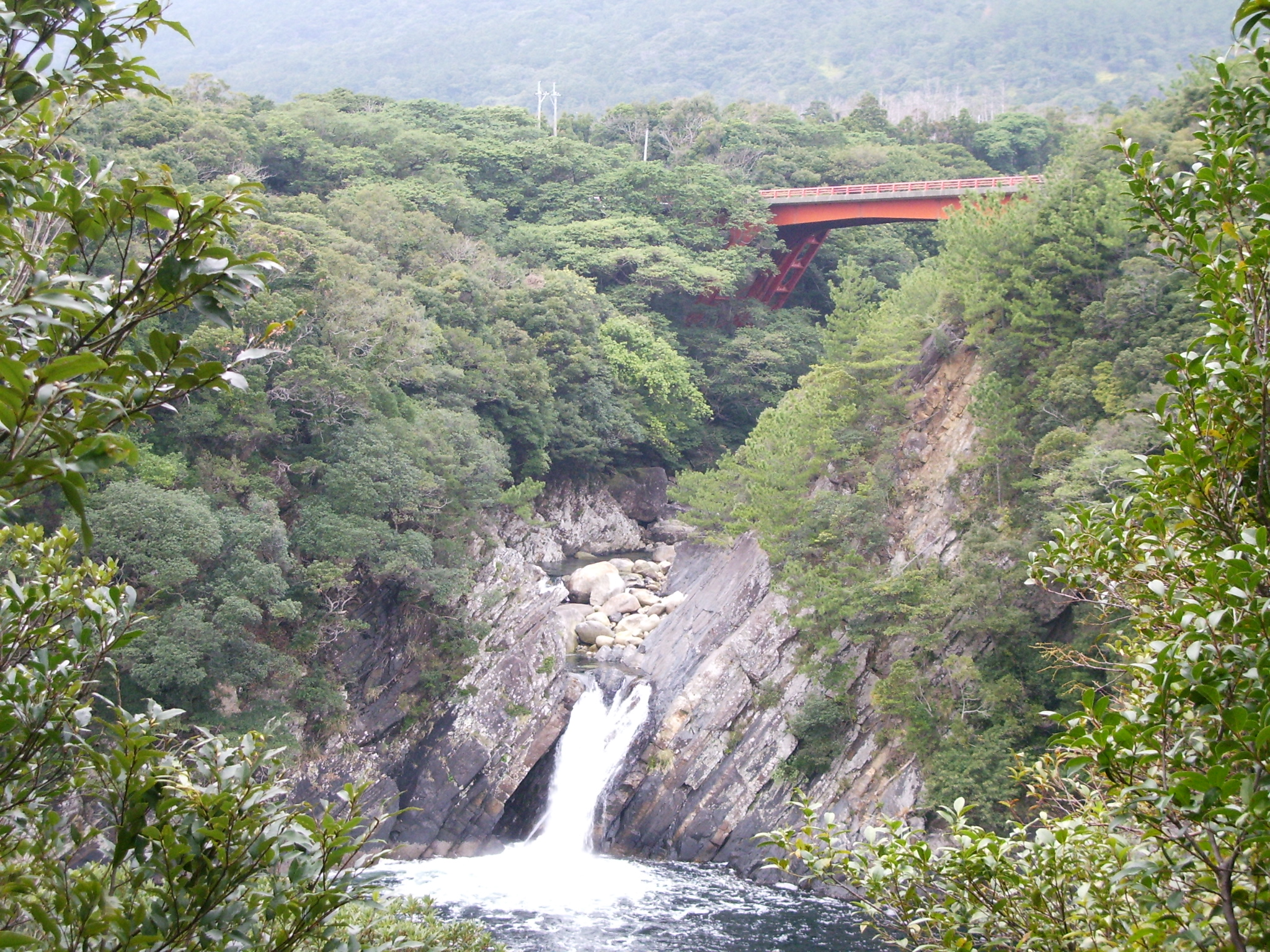
トローキの滝

- 宮之浦岳など、町内の山に登る登山者が多い。
- 千頭川の渓流とトロッコ（日本の音風景100選）
- 屋久島青少年旅行村
- 屋久杉自然館
- 大川（おおこ）の滝
- 千尋（せんぴろ）の滝
- トローキの滝（日本に2つしか存在しない、海に直接流れ落ちる滝の一つ）
- 紀元杉（森の巨人たち百選）

## 出身有名人
- 日高建男（漫画家）